# Tjärnatjärnen, Västergötland
Tjärnatjärnen är en sjö i Lerums kommun i Västergötland och ingår i Göta älvs huvudavrinningsområde. Sjön är 4 meter djup, har en yta på 0,024 kvadratkilometer och befinner sig 100 meter över havet.